# Vestolit
Die Vestolit GmbH ist ein Hersteller von chemischen Produkten mit Sitz in Marl. Das Unternehmen befindet sich vollständig im Besitz des mexikanischen Chemieunternehmens Orbia Advance Corporation.
Es betreibt im Chemiepark Marl die größte vollintegrierte Polyvinylchlorid-Produktion Europas mit einer Jahreskapazität von 400.000 Tonnen PVC und ca. 1.000.000 Tonnen Monomerprodukte. Unter einer vollintegrierten Produktion versteht man die Herstellung aller benötigten Vorprodukte bis hin zum Endprodukt PVC an einem Standort.
Der Name Vestolit setzt sich zusammen aus Vest, einer aus dem Mittelalter stammenden Territorialbezeichnung und „-lit“, das die traditionelle Endsilbe der I.G. Farben für Polyvinylchlorid war.
Das Unternehmen ist nach eigenen Angaben Marktführer in der Herstellung von PVC für Fensterprofile sowie von Pasten-PVC zur Herstellung von Tapeten, Bodenbelägen, Planenstoffen und Kfz-Unterbodenschutz.

## Unternehmensgeschichte

Das alte Firmenlogo der Vestolit GmbH bis zum Rebranding in 2012. Seit der Übernahme durch Orbia (Mexichem) im Jahr 2014 sind weitere Logo-Rebrandingvarianten entstanden.

Ursprünglich war Vestolit ein Tochterunternehmen der Chemische Werke Hüls AG. Diese wurden am 9. Mai 1938 als Gemeinschaftsunternehmen der I.G. Farben (74 %) sowie der Bergwerksgesellschaft Hibernia AG (26 %) zur Produktion von synthetischem Kautschuk (Buna) gegründet. 1949 lief die PVC-Produktion unter dem Markennamen „Vestolit“ am Standort Marl an. Sie sollte das Werk auf eine neue Produktionsbasis stellen, nachdem die Buna-Fertigung von der britischen Besatzung verboten worden war. Im Zuge der Veränderungen des Produktportfolios wurde die Herstellung und Vermarktung von PVC am 1. Januar 1995 in eine 100-prozentige Tochtergesellschaft ausgegliedert und die selbständige VESTOLIT GmbH & Co. KG gegründet. Im Jahre 1999 wurde die Vestolit GmbH an ein Finanzkonsortium unter Führung von Candover Investments (London) veräußert. Seit September 2006 gehörte sie einem von Strategic Value Partners gemanagten Fond unter Beteiligung des Managements der Vestolit GmbH.
Am 1. Dezember 2014 erwarb Mexichem S.A.B. de C.V. (Tlalnepantla, Mexiko) unter Zustimmung der Kartellbehörden und unter Beteiligung des Vestolit-Managements alle Anteile an Vestolit. Im September 2019 erfolgt die Umbenennung von Mexichem in Orbia Advance Corporation.

## Produktion
Vestolit betreibt weltweit rund 20 Produktionsstandorte, von denen an acht Polyvinylchlorid produziert wird. Das Zentrum der Polyvinylchlorid-Produktion von Vestolit stellt der im nördlichen Ruhrgebiet gelegene Chemiepark Marl dar. Dort betreibt das Unternehmen die größte vollintegrierte PVC-Produktion Europas.
Am Anfang der Produktion steht Steinsalz, (Natriumchlorid) und Erdöl. Steinsalz wird durch Aussolung eines Salzstockes in Epe (Westfalen) gewonnen und als wässrige Lösung per Pipeline zum Chemiepark Marl transportiert. Ausgehend von Erdöl wird in der bp Raffinerie in Gelsenkirchen neben diversen anderen Fraktionen (z. B. Heizöl, Benzin) auch Naphtha gewonnen. Durch thermische Spaltung (steam cracking) dieses Rohöldestillates lassen sich Ethylen, Propylen sowie weitere Grundstoffe der petrochemischen Industrie gewinnen. Ethylen als zweiter Rohstoff zur Herstellung der Produkte von Vestolit wird direkt über Pipeline bezogen.
Am Anfang des Produktionsverbundes wird die wässrige Natriumchlorid-Lösung (Sole) durch Chloralkali-Elektrolyse mittels elektrischen Stroms in Chlor, Natronlauge und Wasserstoff zerlegt. Vestolit betreibt dazu in Marl eine modernen Membranelektrolyse. Das Chlor wird anschließend mit Ethylen durch Direktchlorierung in 1,2-Dichlorethan umgesetzt. Dieses wird wiederum durch thermische Spaltung bei hohen Temperaturen und hohen Drücken zu Vinylchlorid und Chlorwasserstoff umgesetzt. Im integrierten Produktionskomplex wird der entstandene Chlorwasserstoff mit Ethylen und Sauerstoff im Rahmen einer Oxychlorierung wieder zu 1,2-Dichlorethan umgesetzt oder durch Absorption in Wasser zu verkaufsfähiger Salzsäure aufgearbeitet. Weitere Anwendungsfelder des bei der Produktion von Vinylchlorid entstehenden Chlorwasserstoff sind die Umsetzung mit Methanol zu Methylchlorid oder mit Ethylen zu Ethylchlorid. Das Vinylchlorid-Monomer wird im letzten Schritt durch Emulsions- oder Suspensionspolymerisation zu Polyvinylchlorid umgesetzt.
| Chemikalie                            | Verfahren                                  | Produktionskapazität (Tonnen pro Jahr) | Quelle |
| ------------------------------------- | ------------------------------------------ | -------------------------------------- | ------ |
| Chlor                                 | Chloralkali-Elektrolyse (Membranverfahren) | 260.000                                | [ 7 ]  |
| 1,2-Dichlorethan                      | Direkt- und Oxychlorierung                 | 500.000                                | [ 8 ]  |
| Vinylchlorid                          | Thermische Spaltung von 1,2-Dichlorethan   | 400.000                                | [ 9 ]  |
| Polyvinylchlorid (verschiedene Typen) | Emulsions- und Suspensionspolymerisation   | ca. 400.000                            |        |